# Pergamentsvamp
Pergamentsvamp (Phlebiopsis gigantea) är en svampart som först beskrevs av Elias Fries, och fick sitt nu gällande namn av Jülich 1978. Pergamentsvamp ingår i släktet Phlebiopsis och familjen Phanerochaetaceae.  Arten är reproducerande i Sverige. Inga underarter finns listade i Catalogue of Life.
Pergamentsvamp används i stor utsträckning i skogsbruket som ett biologiskt bekämpningsmedel mot rotröta i gallring. Svampens sporer löses upp i vatten och appliceras på färska stubbar i samband med avverkningen. Sporerna koloniserar stubbens yta och förhindrar att sporer från rottickan som orsakar rotröta får fäste. Pergamentsvamp är även den en rötsvamp, men den angriper, till skillnad från rottickan, bara död ved.[källa behövs]
Det mest välkända varumärket på området är Rotstop.[källa behövs]